# Thereus tiasa
Thereus tiasa is een vlinder uit de familie van de Lycaenidae. De wetenschappelijke naam van de soort werd als Thecla tiasa in 1869 gepubliceerd door William Chapman Hewitson.

## Synoniemen
- Thecla buris Druce, 1907